# Johnny Warren
John Norman Warren (Sydney, 1943. május 17.  – Sydney, 2004. november 6.) ausztrál válogatott labdarúgó, edző, televíziós riporter. Az ausztrál labdarúgás történetének egyik legkiemelkedőbb alakja.

## Pályafutása

### Klubcsapatokban
Sydneyben született. Pályafutását 16 évesen, 1959-ben a Canterbury-Marrickville csapatában kezdte. 1963-ban a St George Budapest együtteséhez igazolt. 1964-ben kis ideig Angliában szerepelt a Stockport Countynál, majd visszatért Ausztráliba a St George csapatához.     

### A válogatottban
1965 és 1974 között 42 alkalommal szerepelt az ausztrál válogatottban és 7 gólt szerzett.  Részt vett az 1974-es világbajnokságon, ahol az NDK elleni csoportmérkőzésen kezdőként lépett pályára.

#### Góljai a válogatottban
| 1.                          | 1967. november 5.  | Saigon, Dél-Vietnam    | Új-Zéland      | 5–3 | Győzelem | Quốc Khánh-kupa      |
| 2.                          | 1967. november 7.  | Saigon, Dél-Vietnam    | Dél-Vietnam    | 0–1 | Győzelem | Quốc Khánh-kupa      |
| 3.                          | 1967. november 11. | Saigon, Dél-Vietnam    | Szingapúr      | 5–1 | Győzelem | Quốc Khánh-kupa      |
| 4.                          | 1967. november 14. | Saigon, Dél-Vietnam    | Dél-Korea      | 2–3 | Győzelem | Quốc Khánh-kupa      |
| 5.                          | 1969. november 29. | Maputo, Mozambik       | Rodézia        | 1–3 | Győzelem | 1970-es vb-selejtező |
| 6.                          | 1972. október 9.   | Jakarta, Indonézia     | Új-Zéland      | 3–1 | Győzelem | Barátságos           |
| 7.                          | 1972. október 29.  | Manila, Fülöp-szigetek | Fülöp-szigetek | 0–6 | Győzelem | Barátságos           |
| Frissítve: 2021. január 21. |                    |                        |                |     |          |                      |